# Elecciones a las Cortes de Castilla y León de 1995
Las elecciones a las Cortes de Castilla y León de 1995 se celebraron el domingo 28 de mayo, de acuerdo con el decreto de convocatoria de elecciones autonómicas dispuesto el 3 de abril de 1995 por el presidente Juan José Lucas, y publicado en el Boletín Oficial de Castilla y León el 4 de abril. Se eligieron los 84 diputados de la iv legislatura de las Cortes de Castilla y León, mediante un sistema de escrutinio proporcional (método d'Hondt) con listas cerradas, correspondientes a las 9 circunscripciones provinciales con la siguiente atribución de escaños: 15 escaños (León), 14 (Valladolid), 11 (Burgos y Salamanca), 8 (Zamora), 7 (Ávila y Palencia), 6 (Segovia) y 5 (Soria).
Los comicios otorgaron una mayoría absoluta en la cámara a la candidatura del Partido Popular (PP), con 50 escaños, mientras que la candidatura del Partido Socialista Obrero Español obtuvo 27. Izquierda Unida de Castilla y León consiguió 5 escaños de procurador mientras que la Unión del Pueblo Leonés (UPL) entró por primera vez en el parlamento regional con 2 procuradores. Juan José Lucas continuaría como presidente regional durante toda la legislatura con el apoyo del PP.

## Resultados
Los resultados completos se detallan a continuación:
Resultados generales
| Candidatura                                                       | Candidatura                                                       | Votos     | %                     | Esc.                  |
| ----------------------------------------------------------------- | ----------------------------------------------------------------- | --------- | --------------------- | --------------------- |
|                                                                   | Partido Popular (PP)                                              | 805 553   | 52,20                 | 50                    |
|                                                                   | Partido Socialista Obrero Español (PSOE)                          | 458 447   | 29,71                 | 27                    |
|                                                                   | Izquierda Unida de Castilla y León (IU-CyL)                       | 147 777   | 9,58                  | 5                     |
|                                                                   | Unión del Pueblo Leonés (UPL)                                     | 39 425    | 2,55                  | 2                     |
| Tierra Comunera-Partido Nacionalista Castellano (TC-PNC)          | Tierra Comunera-Partido Nacionalista Castellano (TC-PNC)          | 9494      | 0,62                  | 0                     |
| Solución Independiente (SI)                                       | Solución Independiente (SI)                                       | 9107      | 0,59                  | 0                     |
| Agrupación Independientes de Ávila (AIAV)                         | Agrupación Independientes de Ávila (AIAV)                         | 8159      | 0,53                  | 0                     |
| Partido de El Bierzo (PDB)                                        | Partido de El Bierzo (PDB)                                        | 6646      | 0,43                  | 0                     |
| Unidad Regionalista de Castilla y León (URCL)                     | Unidad Regionalista de Castilla y León (URCL)                     | 6318      | 0,41                  | 0                     |
| Federación de la Plataforma de los Independientes de España (PIE) | Federación de la Plataforma de los Independientes de España (PIE) | 4630      | 0,30                  | 0                     |
| Agrupación Palentina Popular (APP)                                | Agrupación Palentina Popular (APP)                                | 4071      | 0,26                  | 0                     |
| Partido Regionalista del País Leonés (PREPAL)                     | Partido Regionalista del País Leonés (PREPAL)                     | 3744      | 0,24                  | 0                     |
| Independientes por León (IPL)                                     | Independientes por León (IPL)                                     | 3290      | 0,21                  | 0                     |
| Candidatura Independientes de Valladolid                          | Candidatura Independientes de Valladolid                          | 2148      | 0,14                  | 0                     |
| Los Verdes-Grupo Verde (LV-GV)                                    | Los Verdes-Grupo Verde (LV-GV)                                    | 1423      | 0,09                  | 0                     |
| Los Verdes Alternativos (LVA)                                     | Los Verdes Alternativos (LVA)                                     | 1374      | 0,09                  | 0                     |
| Falange Española de las JONS (FE de las JONS)                     | Falange Española de las JONS (FE de las JONS)                     | 1102      | 0,07                  | 0                     |
| Partido Provincialista del Bierzo (PPB)                           | Partido Provincialista del Bierzo (PPB)                           | 909       | 0,06                  | 0                     |
| Partido Comunista de los Pueblos de España (PCPE)                 | Partido Comunista de los Pueblos de España (PCPE)                 | 746       | 0,05                  | 0                     |
| Unión Progresista Soriana (UPS)                                   | Unión Progresista Soriana (UPS)                                   | 417       | 0,03                  | 0                     |
| Votos en blanco                                                   | Votos en blanco                                                   | 28 284    | 1,83                  | n/a                   |
| Votos válidos                                                     | Votos válidos                                                     | 1 543 064 | 100,00                | 84                    |
| Votos nulos                                                       | Votos nulos                                                       | 13 911    | Participación: 73,46% | Participación: 73,46% |
| Votantes                                                          | Votantes                                                          | 1 556 975 | Participación: 73,46% | Participación: 73,46% |
| Electores                                                         | Electores                                                         | 2 119 498 | Participación: 73,46% | Participación: 73,46% |

Resultados por circunscripción
| Provincia  | Participación | Votos en blanco | Votos nulos |
| ---------- | ------------- | --------------- | ----------- |
| Ávila      | 78,89 %       | 1,04%           | 0,75%       |
| Burgos     | 71,65%        | 1,60%           | 0,66%       |
| León       | 73,57%        | 1,10%           | 0,53%       |
| Palencia   | 77,78%        | 1,34%           | 0,71%       |
| Salamanca  | 75,38%        | 3.825           | 1.940       |
| Segovia    | 76,92%        | 1,26%           | 0,64%       |
| Soria      | 71,28%        | 1,93%           | 0,81%       |
| Valladolid | 75,19%        | 1,32%           | 0,58%       |
| Zamora     | 75,15%        | 1,36%           | 0,87%       |
| Total      | 74,19%        | 1,33%           | 0,66%       |

Reparto de escaños
| Provincia  | PP | PSOE | IU | UPL | TOTAL |
| ---------- | -- | ---- | -- | --- | ----- |
| Ávila      | 5  | 2    | 0  | 0   | 7     |
| Burgos     | 7  | 3    | 1  | 0   | 11    |
| León       | 7  | 5    | 1  | 2   | 15    |
| Palencia   | 4  | 3    | 0  | 0   | 7     |
| Salamanca  | 6  | 4    | 1  | 0   | 11    |
| Segovia    | 4  | 2    | 0  | 0   | 6     |
| Soria      | 4  | 1    | 0  | 0   | 5     |
| Valladolid | 8  | 4    | 2  | 0   | 14    |
| Zamora     | 5  | 3    | 0  | 0   | 8     |
| Total      | 50 | 27   | 5  | 2   | 84    |

## Diputados electos
Relación de diputados proclamados electos:
| No.        | Nombre                                                   | Lista | Lista   |
| ---------- | -------------------------------------------------------- | ----- | ------- |
| Ávila      |                                                          |       |         |
| 1          | José Manuel Fernández Santiago                           |       | PP      |
| 2          | María del Pilar San Segundo Sánchez                      |       | PP      |
| 3          | Exiquio Florentino García Calvo / Agustín Prieto Mijarra |       | PSOE    |
| 4          | Fructuoso Corona Blanco                                  |       | PP      |
| 5          | Gregorio Rodríguez de la Fuente                          |       | PP      |
| 6          | Daniel Mesón Salvador                                    |       | PSOE    |
| 7          | Mario Galán Sáez                                         |       | PP      |
| Burgos     |                                                          |       |         |
| 1          | Juan Vicente Herrera Campo                               |       | PP      |
| 2          | César Huidobro Díez                                      |       | PP      |
| 3          | Octavio José Granado Martínez                            |       | PSOE    |
| 4          | José Luis Santamaría García                              |       | PP      |
| 5          | María de las Mercedes Alzola Allende                     |       | PP      |
| 6          | Luis García Sanz                                         |       | IUC-CyL |
| 7          | Julián Simón de la Torre / Fernando Benito Muñoz         |       | PSOE    |
| 8          | Felicísimo Garabito Gregorio                             |       | PP      |
| 9          | Porfirio Eusebio Abad Raposo                             |       | PP      |
| 10         | Leonisa Ull Laita                                        |       | PSOE    |
| 11         | Ernesto Argote Roa / Eduardo María Francés Conde         |       | PP      |
| León       |                                                          |       |         |
| 1          | Mario Amilivia González                                  |       | PP      |
| 2          | Jaime González González                                  |       | PSOE    |
| 3          | Fernando Becker Zuazua / Jesús Abad Ibáñez               |       | PP      |
| 4          | José Alonso Rodríguez                                    |       | PSOE    |
| 5          | Fernando de Arvizu y Galarraga                           |       | PP      |
| 6          | María Concepción Farto Martínez                          |       | UPL     |
| 7          | Fernando Terrón López                                    |       | PP      |
| 8          | María Inmaculada Jesús Larrauri Rueda                    |       | PSOE    |
| 9          | Demetrio Espadas Lazo                                    |       | PP      |
| 10         | Antonio Almarza González                                 |       | PSOE    |
| 11         | Natividad Cordero Monroy                                 |       | PP      |
| 12         | José Luis Conde Valdés                                   |       | IUC-CyL |
| 13         | Antonio Fernández Calvo                                  |       | PP      |
| 14         | Joaquín Otero Pereira                                    |       | UPL     |
| 15         | Ángel José Solares Adán                                  |       | PSOE    |
| Palencia   |                                                          |       |         |
| 1          | Francisco Jambrina Sastre                                |       | PP      |
| 2          | Laurentino Fernández Merino                              |       | PSOE    |
| 3          | María Valentina Calleja González                         |       | PP      |
| 4          | José María Crespo Lorenzo                                |       | PSOE    |
| 5          | Narciso Coloma Baruque                                   |       | PP      |
| 6          | María Begoña Núñez Díez                                  |       | PSOE    |
| 7          | Carlos Rojo Martínez                                     |       | PP      |
| Salamanca  |                                                          |       |         |
| 1          | Manuel Estella Hoyos                                     |       | PP      |
| 2          | Jesús Málaga Guerrero                                    |       | PSOE    |
| 3          | José Nieto Noya                                          |       | PP      |
| 4          | Isabel Jiménez García                                    |       | PP      |
| 5          | María del Carmen García Rosado y García                  |       | PSOE    |
| 6          | Vicente Jiménez Dávila                                   |       | PP      |
| 7          | Cipriano González Hernández                              |       | PSOE    |
| 8          | Juan Castaño Casanueva                                   |       | PP      |
| 9          | Alejo Riñones Rico                                       |       | PP      |
| 10         | Santiago Sánchez Vicente                                 |       | IUC-CyL |
| 11         | María Luisa Puente Canosa                                |       | PSOE    |
| Segovia    |                                                          |       |         |
| 1          | Jesús Merino Delgado                                     |       | PP      |
| 2          | Francisco Javier Vázquez Reguero                         |       | PP      |
| 3          | Félix Montes Jort                                        |       | PSOE    |
| 4          | José Martín Sancho                                       |       | PP\|    |
| 5          | José Carlos Monsalve Rodríguez                           |       | PP      |
| 6          | Ángel Fernando García Cantalejo                          |       | PSOE    |
| Soria      |                                                          |       |         |
| 1          | Virgilio Velasco Bueno                                   |       | PP      |
| 2          | Miguel Ángel Rufino López de Marco                       |       | PP      |
| 3          | María Eloísa Álvarez Oteo                                |       | PSOE    |
| 4          | Francisco de Miguel Huerta                               |       | PP      |
| 5          | Santiago Alberto Bartolomé Martínez                      |       | PP      |
| Valladolid |                                                          |       |         |
| 1          | Juan José Lucas Jiménez                                  |       | PP      |
| 2          | Jesús Quijano González                                   |       | PSOE    |
| 3          | Tomás Félix Villanueva Rodríguez                         |       | PP      |
| 4          | Francisco Javier León de la Riva                         |       | PP      |
| 5          | Jorge Félix Alonso Díez                                  |       | PSOE    |
| 6          | José Antonio Herreros Herreros                           |       | IUC-CyL |
| 7          | Carmen Reina Díez Pastor                                 |       | PP      |
| 8          | Francisco Javier Aguilar Cañedo                          |       | PP      |
| 9          | María Pilar Ferrero Torres                               |       | PSOE    |
| 10         | Fernando Zamácola Garrido                                |       | PP      |
| 11         | Antonio de Meer Lecha Marzo                              |       | PSOE    |
| 12         | José Luis Sainz García                                   |       | PP      |
| 13         | María Elena Pérez Martínez                               |       | IUC-CyL |
| 14         | Félix Calvo Casasola                                     |       | PP      |
| Zamora     |                                                          |       |         |
| 1          | Luis Cid Fontán                                          |       | PP      |
| 2          | Jesús Cuadrado Bausela                                   |       | PSOE    |
| 3          | Juan Jesús Cot Viejo                                     |       | PP      |
| 4          | Modesto Alonso Pelayo                                    |       | PP      |
| 5          | Felipe Lubián Lubián                                     |       | PSOE    |
| 6          | Antonio Zapatero Tostón                                  |       | PP      |
| 7          | María Isabel Fernández Marassa                           |       | PSOE    |
| 8          | María del Carmen Luis Heras                              |       | PP      |

## Elección e investidura del Presidente de la Junta
Las votaciones para la investidura del Presidente de la Junta en las Cortes de Castilla y León tuvieron el siguiente resultado:
| Candidato                                 | Fecha                                                  | Voto       |    |    |   | UPL | Total |
| ----------------------------------------- | ------------------------------------------------------ | ---------- | -- | -- | - | --- | ----- |
| Juan José Lucas (PP)                      | 4 de julio de 1995 Mayoría requerida: Absoluta (43/84) | Sí         | 50 |    |   |     | 50/84 |
| Juan José Lucas (PP)                      | 4 de julio de 1995 Mayoría requerida: Absoluta (43/84) | No         |    | 26 | 5 | 2   | 33/84 |
| Juan José Lucas (PP)                      | 4 de julio de 1995 Mayoría requerida: Absoluta (43/84) | Abstención |    |    |   |     | 0/84  |
| Faltó a la votación un diputado del PSOE. |                                                        |            |    |    |   |     |       |